# Consejo de la comunidad rural
Los consejos de la comunidad rural (Rural Community Councils) se establecieron en la Inglaterra rural durante el siglo XX para promover la vida rural en comunidad.
Hoy en día, cada condado tiene uno y todos ellos forman una coalición nacional llamada Action with Communities in Rural England .
Cada Consejo es una organización independiente, administrada localmente pero dependiente de fondos externos para su trabajo. Históricamente, los consejos fueron fundados por la Comisión de Desarrollo Rural, pero su papel fue automáticamente sobrellevado por la Agencia para el Medio rural.
La mayor parte de los Consejos se fundaron a través de un proyecto de trabajo unido a sus fines y objetivos y gracias al trabajo de las organizaciones más cercanas.